# Kargów (Potok Wielki)
Kargów – część wsi Potok Wielki w Polsce, położona w województwie świętokrzyskim, w powiecie jędrzejowskim, w gminie Jędrzejów.
W latach 1975–1998 Kargów należał administracyjnie do województwa kieleckiego.